# 特爾馬鎮區 (北達科他州伯利縣)
特爾馬鎮區（英語：Thelma Township）是位於美國北達科他州伯利縣的一個鎮區。

## 地方資料
特爾馬鎮區的面積為93.51平方千米，當中陸地面積為88.48平方千米，而水域面積為5.03平方千米。根據2010年美國人口普查的數據，當地共有人口17人，而人口密度為每平方千米0.18人。